# Podgorje pri Letušu
Podgorje pri Letušu je naselje u slovenskoj Općini Braslovči. Podgorje pri Letušu se nalazi u pokrajini Štajerskoj i statističkoj regiji Savinjskoj. 

## Stanovništvo
Prema popisu stanovništva iz 2002. godine naselje je imalo 74 stanovnika.